# 南部省 (赞比亚)
南部省（英語：Southern Province）是位于赞比亚南部的一个省，首府喬馬，人口1,853,464（2015年），面積85,283平方公里。该省与纳米比亚、博茨瓦纳及津巴布韦接壤。

## 行政区划
全省共分11个县：
- 乔马县（Choma District）
- 格温贝县（Gwembe District）
- 伊泰济泰济县（Itezhi-tezhi District）
- 卡洛莫县（Kalomo District）
- 卡宗古拉县（Kazungula District）
- 利文斯敦县（Livingstone District）
- 马扎布卡县（Mazabuka District）
- 蒙泽县（Monze District）
- 纳姆瓦拉县（Namwala District）
- 希亚丰加县（Siavonga District）
- 希纳宗格韦县（Sinazongwe District）